# Zarzis
Zarzis este un oraș în sud-estul Tunisiei, port la Marea Mediterană. Turism.